# Шадріно (Опарінський район)
Ша́дріно (рос. Шадрино) — село у складі Опарінського району Кіровської області, Росія. Входить до складу Стрільського сільського поселення.
Населення становить 15 осіб (2010, 32 у 2002).
Національний склад станом на 2002 рік — росіяни 94 %.